# Bloke
Bloke (in passato in tedesco Oblag) è un insediamento del comune di Bloke di 1.568 abitanti della Slovenia meridionale.

## Storia
Durante il dominio asburgico Bloke fu un comune autonomo. Prima del crollo della monarchia asburgica, il comune e il distretto di Bloke facevano parte del Ducato di Carniola. Dal punto di vista amministrativo era incluso nel distretto giudiziario di Lož (ted. Laas) e nel distretto politico di Longatico (sl. Logatec, ted. Loitsch).
Dal 1941 al 1943, a seguito dell'invasione della Jugoslavia da parte delle truppe dell'Asse, il paese venne occupato dall'esercito italiano e annesso all'Italia nella neocostituita Provincia di Lubiana.